# Helmuth Kainer
Helmuth Kainer (* 7. Juni 1924; † 17. Juni 2018) war ein deutscher Elektroingenieur und Professor für Nachrichtentechnik. Er war Gründungsrektor der Fachhochschule Furtwangen (FHF) und maßgeblich am Ausbau der Furtwanger Hochschule beteiligt.

## Leben
Helmuth Kainer war ab 1961 in Furtwangen an der damaligen Ingenieurschule als Dozent für Grundlagen der Elektrotechnik und Nachrichtentechnik in der Abteilung Feinwerkbau tätig. 1970 wurde er Direktor der Staatlichen Ingenieurschule Furtwangen und nach der Umbenennung der Ingenieurschule zur Fachhochschule von 1971 bis 1977 Gründungsrektor der Fachhochschule Furtwangen, der heutigen Hochschule Furtwangen University (HFU). 1989 trat er in den Ruhestand.
Er war einer der Mitgründer der Fakultät Product Engineering. Er lehrte zuletzt unter anderem Fächer wie Dokumentation und Kommunikation, Sprechtechnik sowie Lern- und Präsentationstechnik.
Von 1976 bis 1977 war Kainer Vorsitzender der Fachhochschulrektorenkonferenz (FRK).

## Ehrungen
- Verdienstkreuz am Bande des Verdienstordens der Bundesrepublik Deutschland (1989)

## Schriften
- Holzuhren: Vergleichende Untersuchungen an Schwarzwälder und Schweizer Holzuhren, 1981, ISBN 3922673015
- Entwerfen digitaler Schaltungen, VDE-Verlag GmbH 1983
- Die Geschichte der Staatlichen Ingenieurschule Furtwangen, Furtwangen 1993